# 张掖西站
张掖西站，位于中华人民共和国甘肃省张掖市甘州区 ，是兰新客运专线上的高铁站，于2014年12月26日开通启用，由兰州铁路局武威南车务段管辖。

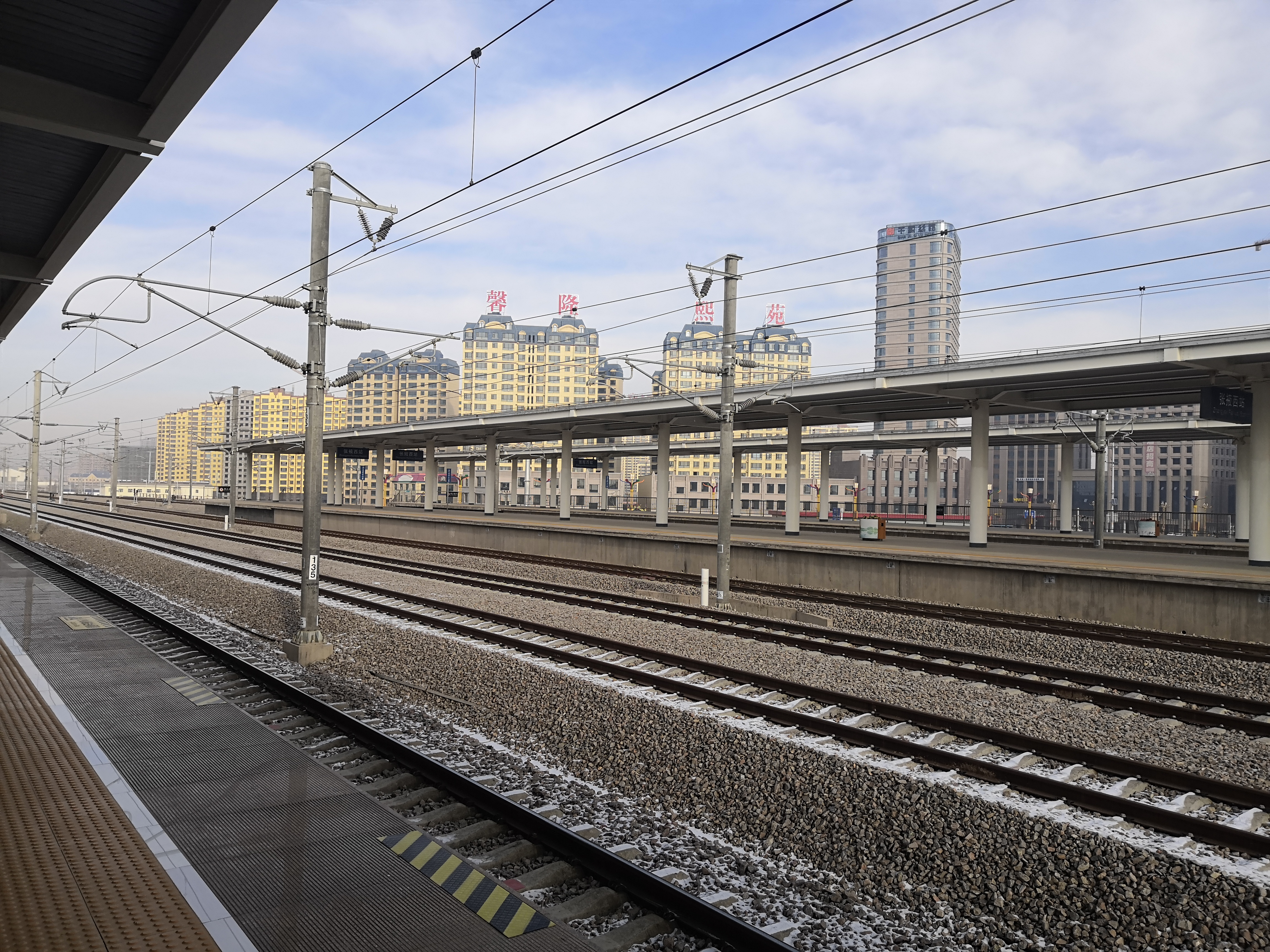
2019年12月，张掖西站站台

## 車站周邊
- 张掖西辰宾馆
- 旭君花卉生态园
- 河西学院医学院
- 张掖市民政局
- 张掖金融大酒店
- 张掖市水务局

## 公共交通

### 公共汽车
- 22：新张掖国际商贸城–张掖西站

## 歷史
- 2014年12月26日开通启用。

## 外部連結
- 中国铁路客户服务中心 （页面存档备份，存于）